# Max Pallenberg
Max Pallenberg (18. prosince 1877 Vídeň – 26. června 1934 Karlovy Vary) byl rakouský herec a zpěvák.
Narodil se jako Max Pollack v rodině židovských přistěhovalců z Haliče. Začal pracovat v textilním obchodě, avšak v devatenácti letech přes protesty rodičů zběhl k divadlu. Působil v kočovných souborech především jako typ buffo v nenáročných operetách, vystupoval mj. v Šumperku, Znojmě a Olomouci. V roce 1904 ho režisér Josef Jarno přivedl jako barytonistu do Theater in der Josefstadt, pak získal angažmá v Divadle na Vídeňce a ve Volkstheateru. 
Od roku 1914 hrál v berlínském Deutsches Theater pod vedením Maxe Reinhardta, který vystihl Pallenbergovo nadání pro intelektuálně laděnou tragikomiku. Významnými rolemi byl Peachum v Brechtově Třígrošové opeře, Argan ve Zdravém nemocném, Truffaldino v Gozziho Turandot, Topaze ve stejnojmenné hře Marcela Pagnola nebo režisér v Pirandellově hře Šest postav hledá autora. Erwin Piscator ho ve svém divadle na Nollendorfplatz obsadil do titulní role v německé dramatizaci Švejka.
Hugo von Hofmannsthal mu na tělo napsal hlavní roli ve hře Neúplatný. Na Salcburském festivalu vystupoval Max Pallenberg jako Mefisto ve Faustovi. Díky expresivnímu projevu byl úspěšným interpretem satirických písní jako „Scharfrichter-Couplet“. Byl představitelem Pampulika v němých groteskách, hrál také s Dolly Haasovou ve filmu Fritze Kortnera Der brave Sünder (1931).
Jeho manželkou byla sopranistka Fritzi Massary. Žili v Německu, ale po nástupu Hitlera k moci se vrátili do Rakouska. Max Pallenberg zahynul v roce 1934 při leteckém neštěstí nedaleko Karlových Varů. Jeho popel je uložen v urnovém háji v Simmeringu. Ve vídeňském okrese Hietzing je po něm pojmenována ulice Pallenbergstraße.